# Memoriav
Memoriav, association pour la sauvegarde de la mémoire audiovisuelle suisse, est une association suisse fondée en 1995.

## Histoire
L'association suisse Memoriav est fondée le 1er décembre 1995 par les institutions suivantes : la Bibliothèque nationale suisse, les Archives fédérales suisses, la Cinémathèque suisse, la Phonothèque nationale suisse, la Société suisse de radiodiffusion et télévision (SRG SSR), et l'Office fédéral de la communication, rejointes en 1998 par l'Institut suisse pour la conservation de la photographie[source secondaire nécessaire].
Toutefois, les premières réflexions à ce sujet remontent à 1989 lorsque fut déposée au Parlement suisse une motion déposée par Lilian Uchtenhagen qui demandait la création d'une phonothèque et une vidéothèque centrales. Le Parlement a transmis la motion sous forme de postulat au Conseil Fédéral qui en confie la mise en œuvre à l'Office fédéral de la culture. Fin 1992, un premier groupe de travail est mis sur pied qui réunit les principales institutions concernées. Ce groupe de travail va proposer la création d'une médiathèque nationale sous la forme d'un Centre d'information de l'audiovisuel (CIAV). Le projet jugé trop coûteux est abandonné et remplacé par un projet plus léger de Réseau d'information de l'audiovisuel (RIAV) qui sera l'idée fondatrice de l'association Memoriav[source secondaire nécessaire].

## Organisation
L'association dispose des organes suivants : assemblée générale, comité directeur, secrétariat général et commission indépendante. Elle a été présidée par Jean-Frédéric Jauslin (1995-2004), Andreas Kellerhals (2005-2013), Marie-Christine Doffey (2013-2016), Christine Egerszegi-Obrist (depuis 2016)[source secondaire souhaitée].
Elle a été dirigée par Kurt Deggeller (de) (1998-2012), Christoph Stuehn (2013-2018), puis Cécile Vilas depuis 2018[source secondaire souhaitée].

## Projets
Sélection de projets emblématiques.
- VOCS (voix de la culture suisse). Projet mené entre 1996 et 1998 en collaboration avec les Archives littéraires suisses et la Radio suisse romande qui vise à préserver et rendre accessibles, sous forme numérisée, un choix d’enregistrements sonores originaux de personnalités littéraires et culturelles suisses dont Alice Rivaz, Blaise Cendrars, Friedrich Dürrenmatt, Jean Cuttat, Corinna Bille, Gonzague de Reynold[2].
- Ciné-Journal suisse (1940-1975). Projet de sauvegarde, numérisation et édition du Ciné-Journal suisse mené en collaboration avec la Cinémathèque suisse et les Archives fédérales suisses. Les premiers documents sont accessibles au public dès 1998[3].

- IMVOCS (Images et Voix de la Culture Suisse). Projet mené entre 2002 et 2009 en collaboration avec les Archives littéraires suisses, les Archives Max Frisch (de) et la SSR SRG qui vise à rassembler et préserver des documents audio, cinématographiques et vidéo sur une sélection d'auteurs suisses des quatre langues nationales[4],[5].
- Canal 9. Projet mené entre 2015 et 2017 par la télévision régionale valaisanne Canal 9 et la Médiathèque Valais avec la soutien de l'OFCOM et de Memoriav. Il s'agissait de numériser et rendre accessible les émissions entre 1984 et 2005. Il s'agit par ailleurs du premier projet soutenu directement par l'Office fédéral de la communication et non par Memoriav car à la suite de la révision en 2015 de la loi fédérale sur la télévision et la radio, les télévisions et radio suisses privées peuvent demander un soutien à l'OFCOM pour des projets de sauvegarde de leurs documents audiovisuels[6].
- Plans-Fixes. Projets de restauration, d'indexation et de numérisation menés entre 2006 et 2011 par l'association Films Plans-Fixes avec le soutien de Memoriav et de la Loterie Romande. L'association Films Plans-Fixes réalise depuis 1977 des portraits filmés de personnalités de Suisse romande. La collection en compte plusieurs centaines à présent. Les films originaux sont déposés à la Cinémathèque suisse[7].
- Premier film sur la région de Surselva. Projets de restauration et de documentation de ce film nitrate datant de 1924 mené depuis 2018 par la Médiathèque du Canton des Grisons avec le soutien de Memoriav[8].
- Sauvegarde et mise en valeur des films de Carole Roussopoulos. Projet mené, entre 2009 et 2018 par la Médiathèque Valais-Martigny avec le soutien de Memoriav[9].

## Expositions
Memoriav a participé à plusieurs expositions dont celles intitulées « Au fil du temps » à la Médiathèque à Martigny en 2001 présentant 350 photographies de toute la Suisse, « Bahnexpo '03 » au Musée suisse des transports à Lucerne en 2003 ou encore « Traces, 100 ans de patrimoine photographique en Suisse » qui s'est tenue en 2004 à l'Espace culturel de la Tour OFS à Neuchâtel. On peut[Qui ?] noter aussi « Montreux sports et tourisme – une histoire en images » présentée à Montreux en 2006 en parallèle à la sortie du DVD « Montreux 1900-1960 une histoire d'image(s) », « Le monde selon Suchard » montrée au Musée d'Art et d'Histoire de Neuchâtel en 2009 et « Hans Steiner. Chronique de la vie moderne » au Musée de l'Élysée à Lausanne en 2011 avant d'être présentée dans d'autres lieux en Suisse.